# Castillo de Läckö

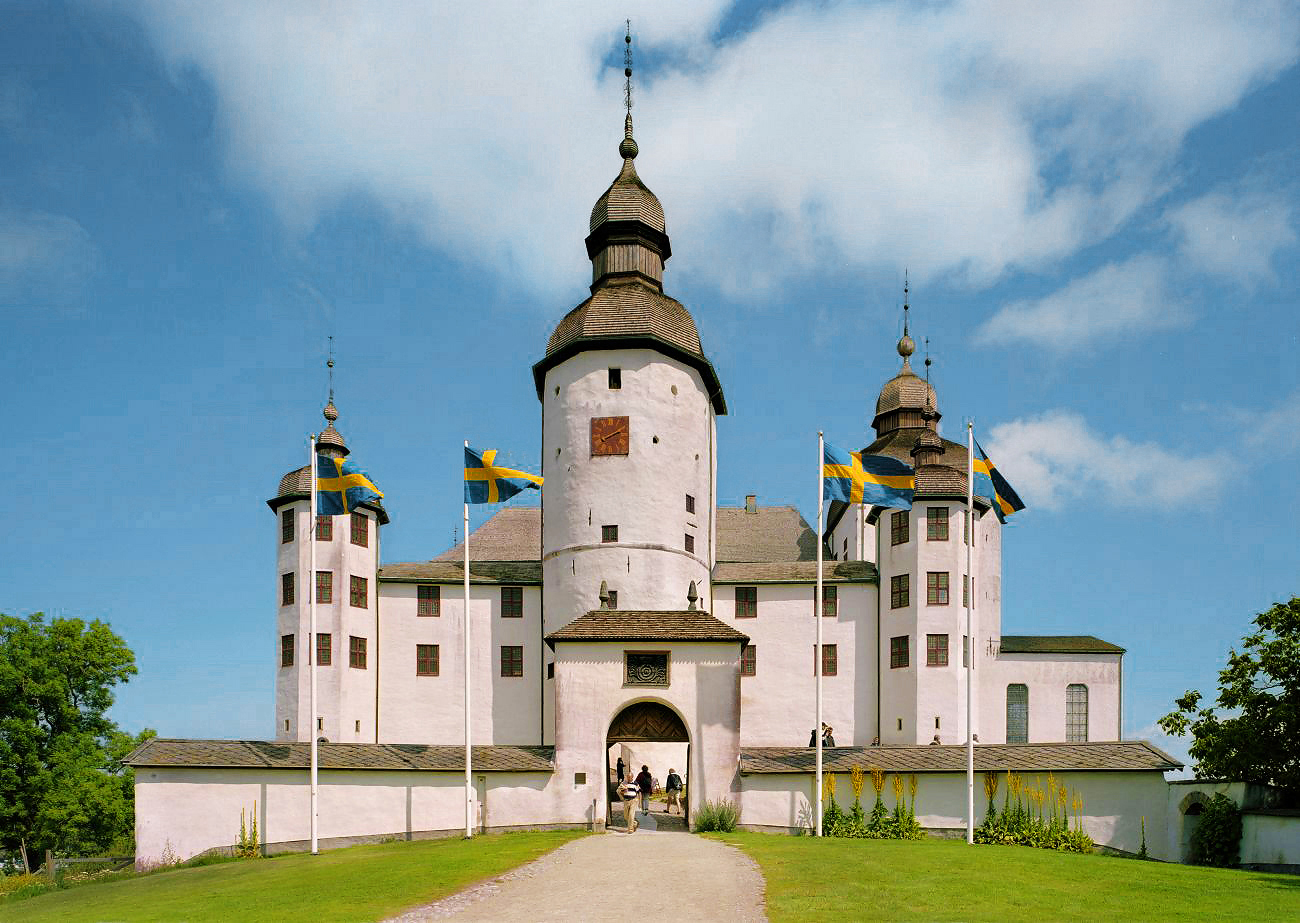
Castillo de Läckö

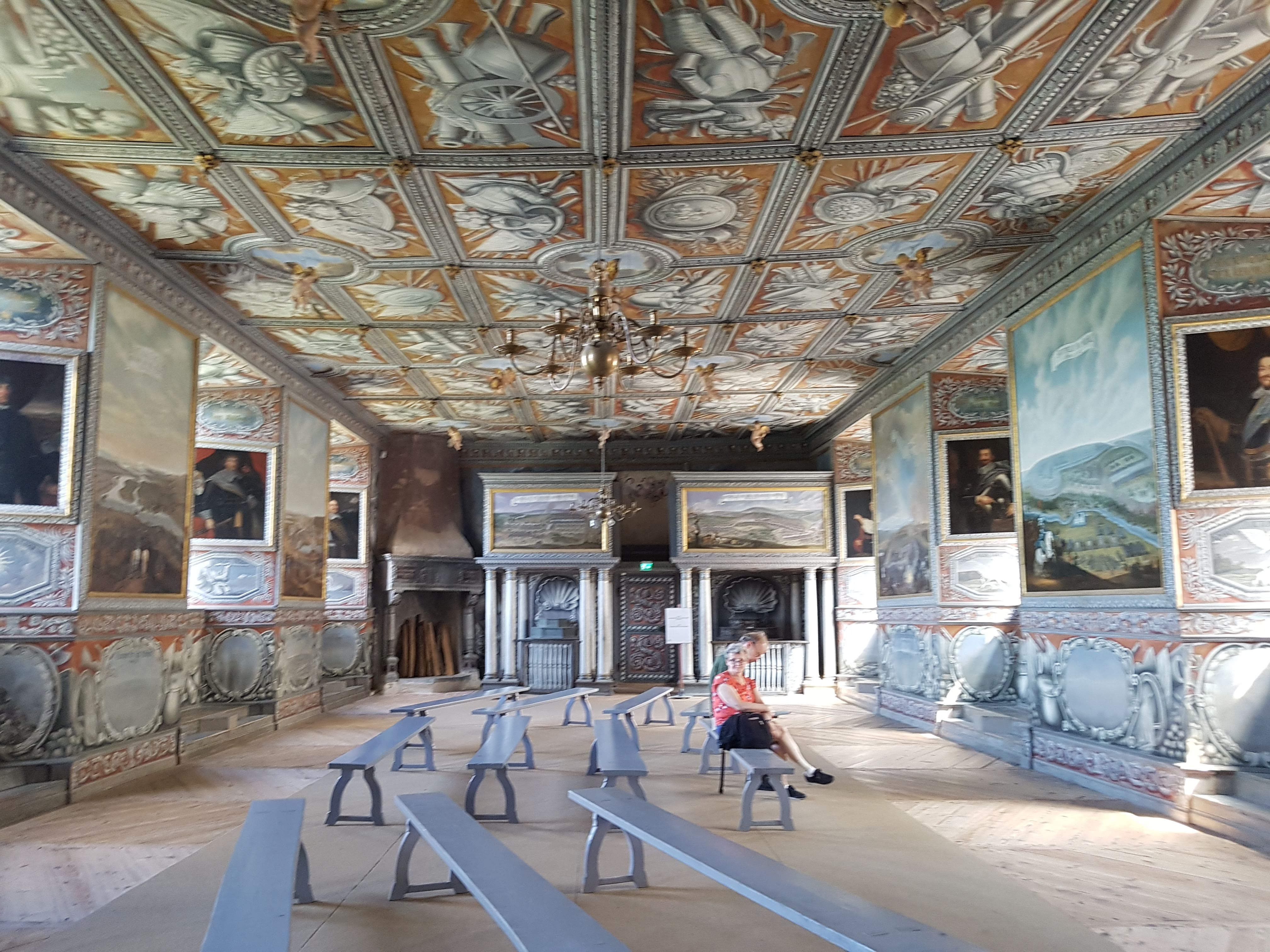
Kungssalen, el gran salón comedor del Castillo de Läckö

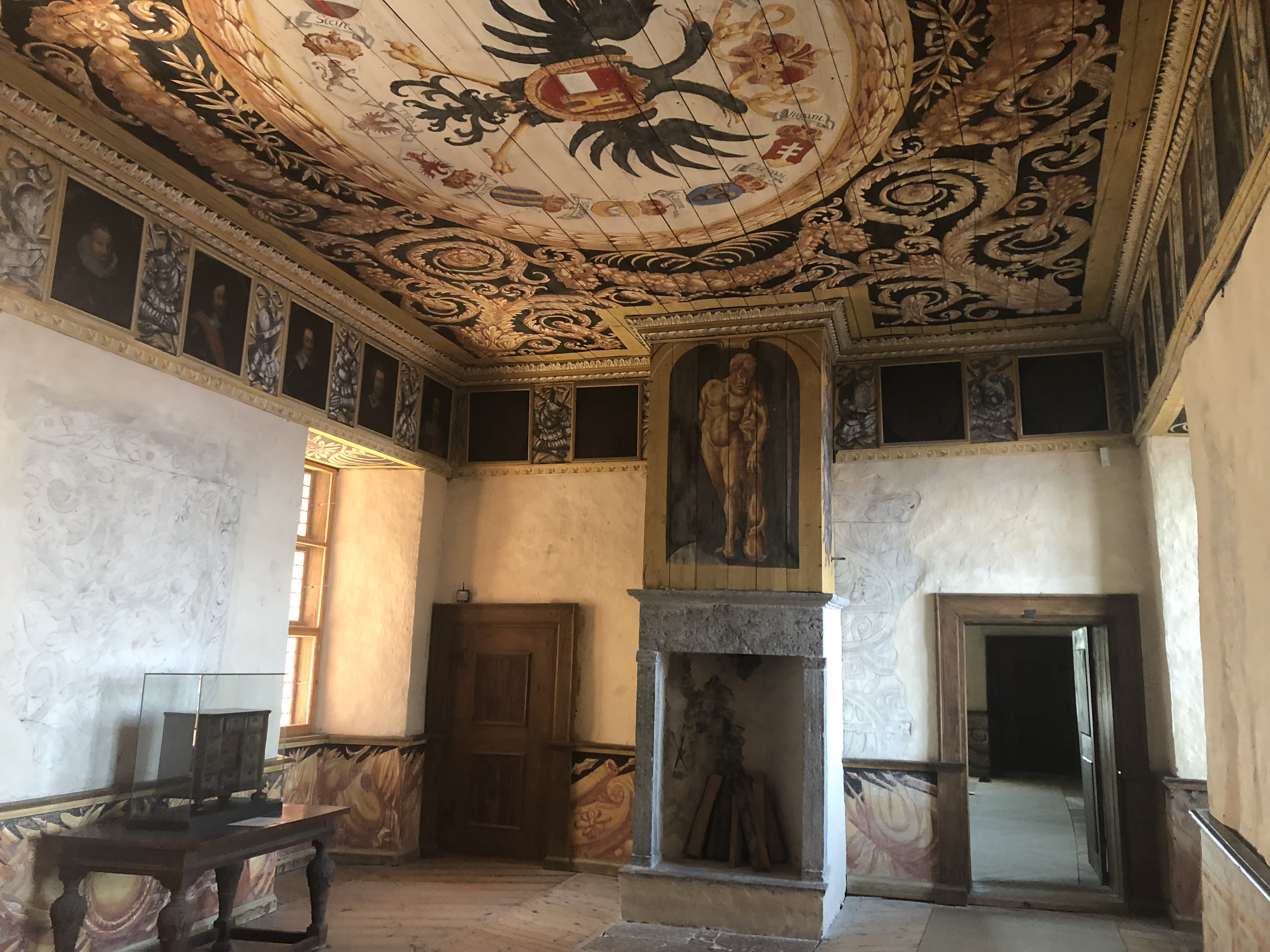
Interior del Castillo de Läckö

El Castillo de Läckö (en sueco: Läckö Slott) es un castillo medieval en Suecia, localizado en la isla de Kållandsö en el lago Vänern, 25 kilómetros al norte de Lidköping en Västergötland, Suecia.

## Historia
Brynolf Algotsson, obispo de la diócesis de Skara, puso los cimientos de un castillo fortificado en 1293, originalmente como fuerte que consistía de dos o tres casas rodeadas por una muralla. Después de un incendio en la década de 1470, el fuerte fue ampliado por el obispo Brynolf Gerlachsson (1458-1505).
Después de la reforma en 1527, el rey Gustavo Vasa tomó posesión. Al mariscal de campo Jacob Pontusson De la Gardie (1583-1652) se le concedió la propiedad en 1615. El mariscal de campo de la Gardie inició una ampliación, incluyendo el tercer piso para el torreón. El portal al patio principal fue añadido durante su periodo, al igual que los frescos que representan personas y plantas sinuosas hallados en nichos, escaleras y salas en el tercer piso.
En 1654, el Conde Magnus Gabriel De la Gardie (1622-1686) inició importantes proyectos de construcción en Läckö. Fue construido un cuarto piso en el edificio principal y varios artistas fueron contratados para decorar  los muros y techos del castillo.
Läckö fue posteriormente concedido al Conde Carl Gustaf Tessin (1695-1770) en 1752 y en 1810 al General Carl Johan Adlercreutz (1757-1815).

## Actualmente
El Castillo de Läckö es un monumento nacional y ha sido administrado por el Consejo Nacional de Propiedades desde 1993. El Consejo Nacional de Propiedades (en sueco: Statens fastighetsverk), la Fundación del Castillo de Läckö (en sueco: Stiftelsen Läckö Slott) y el Museo Nacional de Bellas Artes (en sueco: Nationalmuseum) trabajan conjuntamente para mantener y amueblar el castillo en el estilo del periodo barroco. La Ópera del Castillo de Läckö (en sueco: Läckö Slottsopera) pone una producción operística anual en el patio interior del castillo, con representaciones durante unas tres semanas iniciándose a mediados de julio.